# Station Myśliczyn
Station Myśliczyn is een spoorwegstation in de Poolse gemeente Nysa .